# 青島漢泰電子
青島漢泰電子（英: Qingdao Hantek Electronic）は中華人民共和国の計測機器を開発、製造する企業。Hantekのブランドで知られる。

## 概要
2004年に青島市で設立され、現在はオシロスコープやスペクトラムアナライザ等の計測器を製造、販売する。現在では中国を代表する計測機器メーカーの一社で輸出に力を入れる。デジタルオシロスコープのDSO5000シリーズは同社の製品群の中でも売り上げに貢献した。ISO9001とISO14001認証取得済。

## 主な製品
- デジタルオシロスコープ
- スペクトラムアナライザ
- マルチメーター
- ロジックアナライザー
- 周波数計
- 電界強度計
- 任意波形発生器